# Propiconazol
Propiconazol  zählt zur Gruppe der Triazole und ist eine klare, gelbliche, hochviskose Flüssigkeit mit schwachem Geruch. Das Gemisch von vier Stereoisomeren wird als Fungizid verwendet.

## Stereochemie
Propiconazol enthält zwei Stereozentren und besteht damit aus vier Stereoisomeren. Es handelt sich hierbei um ein Vierstoffgemisch von (S,S)-, (R,R)-, (S,R)- und der (R,S)-Form:
| Stereoisomere von Propiconazol             | Stereoisomere von Propiconazol             |
| ------------------------------------------ | ------------------------------------------ |
| (S,S)-Propiconazol CAS-Nummer: 116498-46-5 | (R,R)-Propiconazol CAS-Nummer: 116498-45-4 |
| (S,R)-Propiconazol CAS-Nummer: 116498-43-2 | (R,S)-Propiconazol CAS-Nummer: 116498-44-3 |

## Geschichte
Propiconazol wurde 1979 von Janssen Pharmaceutica entdeckt und später von Ciba-Geigy entwickelt.

## Verwendung
Propiconazol wird als Fungizid eingesetzt. So zum Beispiel als Holzschutzmittel und bei Pilzen, Mais, Erdnüssen, Mandeln, Hirse, Hafer, Pekannüsse, Aprikosen, Pfirsichen, Nektarinen, Pflaumen und Trockenpflaumen. Zulassungen als Pflanzenschutzmittel bestanden in Deutschland, Österreich und der Schweiz. Das Haupteinsatzgebiet lag hier beim Getreideanbau. Die EWR-Mitgliedstaaten mussten jedoch bis spätestens am 19. Juni 2019 die Zulassungen für Pflanzenschutzmittel, die Propiconazol als Wirkstoff enthalten, widerrufen. Eine Aufbrauchfrist von maximal neun Monaten wurde gewährt.
Auch in der Schweiz sind seit 1. Juli 2020 keine Pflanzenschutzmittel mit dem Wirkstoff Propiconazol mehr zugelassen.